# 3043 San Diego
3043 San Diego è un asteroide della fascia principale. Scoperto nel 1982, presenta un'orbita caratterizzata da un semiasse maggiore pari a 1,9266189 UA e da un'eccentricità di 0,1067336, inclinata di 21,78766° rispetto all'eclittica.
Dal 13 luglio al 10 settembre 1984, quando 3058 Delmary ricevette la denominazione ufficiale, è stato l'asteroide denominato con il più alto numero ordinale. Prima della sua denominazione, il primato era di 2981 Chagall.
L'asteroide è dedicato all'omonima città statunitense.